# 太平洋の虎鮫
『太平洋の虎鮫』（たいへいようのとらざめ、Submarine Command)は、1951年に公開されたアメリカ合衆国の戦争映画。監督はジョン・ファロー。出演はウィリアム・ホールデンやドン・テイラー、ナンシー・オルソンなど。心的外傷後ストレス障害（PTSD）を扱った最初期の映画作品の一つとして知られ、公開時は批評家から賛否両論を受けた。

## キャスト
| 役名                   | 俳優                         | 日本語吹替                                  |
| 役名                   | 俳優                         | 東京12ch版                                  |
| ---------------------- | ---------------------------- | ------------------------------------------- |
| ケン・ホワイト少佐     | ウィリアム・ホールデン       | 家弓家正                                    |
| キャロル               | ナンシー・オルソン           | 牧野和子                                    |
| ボイヤー兵曹長         | ウィリアム・ベンディックス   | 雨森雅司                                    |
| ピート・モリス少佐     | ドン・テイラー               | 戸田皓久                                    |
| ジョシュア・ライス中佐 | ジャック・グレッグソン       | 塩見竜介                                    |
| カールスン             | アーサー・フランツ           | 村越伊知郎                                  |
| マキーバー軍曹         | ビル・マクリーン             | 青野武                                      |
| ジェントリー軍曹       | ジェリー・パリス             | 納谷六朗                                    |
| トーマス               | レスリー・バニング           | 城山堅                                      |
| ビクスビー             | ジョージ・D・ウォーレス      | 飯塚昭三                                    |
| ベッドフォード         | フリーマン・ラスク           | 村松康雄                                    |
| パーキンス舵手         | ドン・ダンニング             | 立壁和也                                    |
| ライス提督             | モローニ・オルセン           | 高塔正康                                    |
| ライス夫人             | ペギー・ウェバー             | 山田千枝                                    |
| ウィールライト         | ダリル・ヒックマン           | 中山輝夫                                    |
| トビン提督             | チャールズ・メレディス       | 和田文夫                                    |
| カールソン夫人         | ノエル・ニール               | 北見順子                                    |
| 連絡員                 | ボブ・ティドウェル           | 富山敬                                      |
| ホワイトヘッド将軍     | ネルソン・リー               | 水鳥鉄夫                                    |
| ポール・バートン中尉   | ジャック・ケリー             | 城山堅                                      |
| ギャビン記者           | フィリップ・ヴァン・ツァント | 飯塚昭三                                    |
| オフリン               | ウォルター・リード           | 青野武                                      |
| フロッグマン           | ジョン・クローズ             | 城山堅                                      |
| キム                   | ベンソン・フォング           | 青野武                                      |
| ナレーター             | ウィリアム・ホールデン       | 村越伊知郎                                  |
|                        |                              |                                             |
| 演出                   | 演出                         | 佐藤敏夫                                    |
| 翻訳                   | 翻訳                         | 島伸三                                      |
| 効果                   |                              |                                             |
| 調整                   | 調整                         | 笹岡栄太郎                                  |
| 制作                   | 制作                         | 東北新社                                    |
| 解説                   |                              |                                             |
| 初回放送               | 初回放送                     | 1968年10月31日 『木曜洋画劇場』 21:00-22:30 |

## スタッフ
- 監督：ジョン・ファロー
- 製作：ジョセフ・シストロム
- 原作・脚本：ジョナサン・ラティマー
- 撮影：ライオネル・リンドン
- 音楽：デヴィッド・バトルフ